# 龙脊梯田

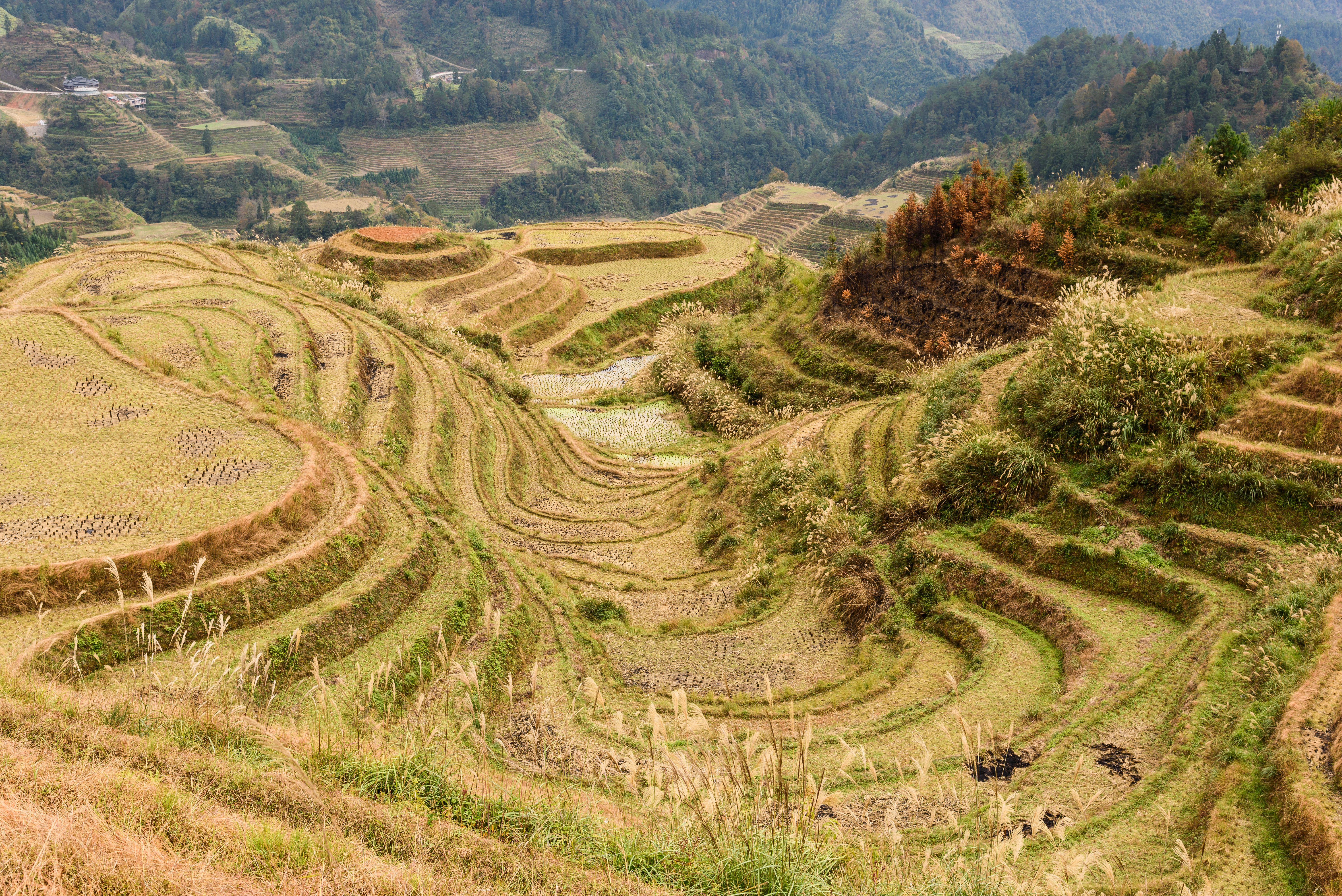
龙脊大瑶寨梯田（秋景）

龙脊梯田，又称龙胜梯田，是中国广西壮族自治区桂林市龙胜县龙脊镇的梯田，具有650多年的历史。梯田海拔到达1100米，最高坡度到达50度。
因为山脉像龙的背脊一样，故名“龙脊”，当地有句俗话：“山是龙的脊，田是云中梯”。
龙脊梯田分为瑶族的大瑶寨（又称金坑或红瑶）梯田观景区和壮族的平安梯田观景区。龙脊梯田已成为热门旅游目的地，2016年当地354家农家旅馆总收入约为1.5亿元。